# Eugrapheus vitticollis
Eugrapheus vitticollis là một loài bọ cánh cứng trong họ Cerambycidae.